# Uralski savezni okrug
Uralski savezni okrug (ruski: Ура́льский федера́льный о́круг) je jedan od sedam saveznih okruga u Ruskoj Federaciji.
Najzapadnije se nalazi od svih ruskih azijskih okruga. 
Uralski savezni okrug obuhvaća iduće oblasti:
- Kurganska oblast
- Sverdlovska oblast
- Tjumenjska oblast
  - Hantijsko-mansijski autonomni okrug
  - Jamalskonenečki autonomni okrug
- Čeljabinska oblast

## Vanjska poveznica
- Službena stranica: Rusko savezno katastarsko središte -- Administrativni zemljovidi Ruske Federacije (tumač na ruskome)  Arhivirana inačica izvorne stranice od 2. travnja 2004. (Wayback Machine)
- https://web.archive.org/web/20040404183045/http://baikaland.tripod.com/russia/ufo.html